# Остров Кротова
О́стров Кро́това — остров в заливе Петра Великого Японского моря. Находится приблизительно в 1,8 км к юго-западу от о. Рикорда и в 36 км к юго-западу от Владивостока. Среди близлежащих 4 островов со схожими размерами остров Кротова самый высокий — 82 м. На этой отметке имеются выходы горных пород, слегка поднимающиеся выше крон деревьев. Преобладающие ландшафты — широколиственный лес (дуб, липа) на крутых склонах. Протяжённость береговой линии острова почти 2 км, и из них всего 0,4 км приходится на пляжи. Остальное - непроходимые по берегу скалистые обрывы. На северо-западе расположен самый маленький пляж, длиной 80 м, на юго-востоке - галечниковый пляж, протяжённостью 120 м, на северном краю которого имеется родник. Наиболее крупный пляж расположен на юге острова. Это галечниковая коса, протяжённостью 200 м, ширина которой достигает 40 м.

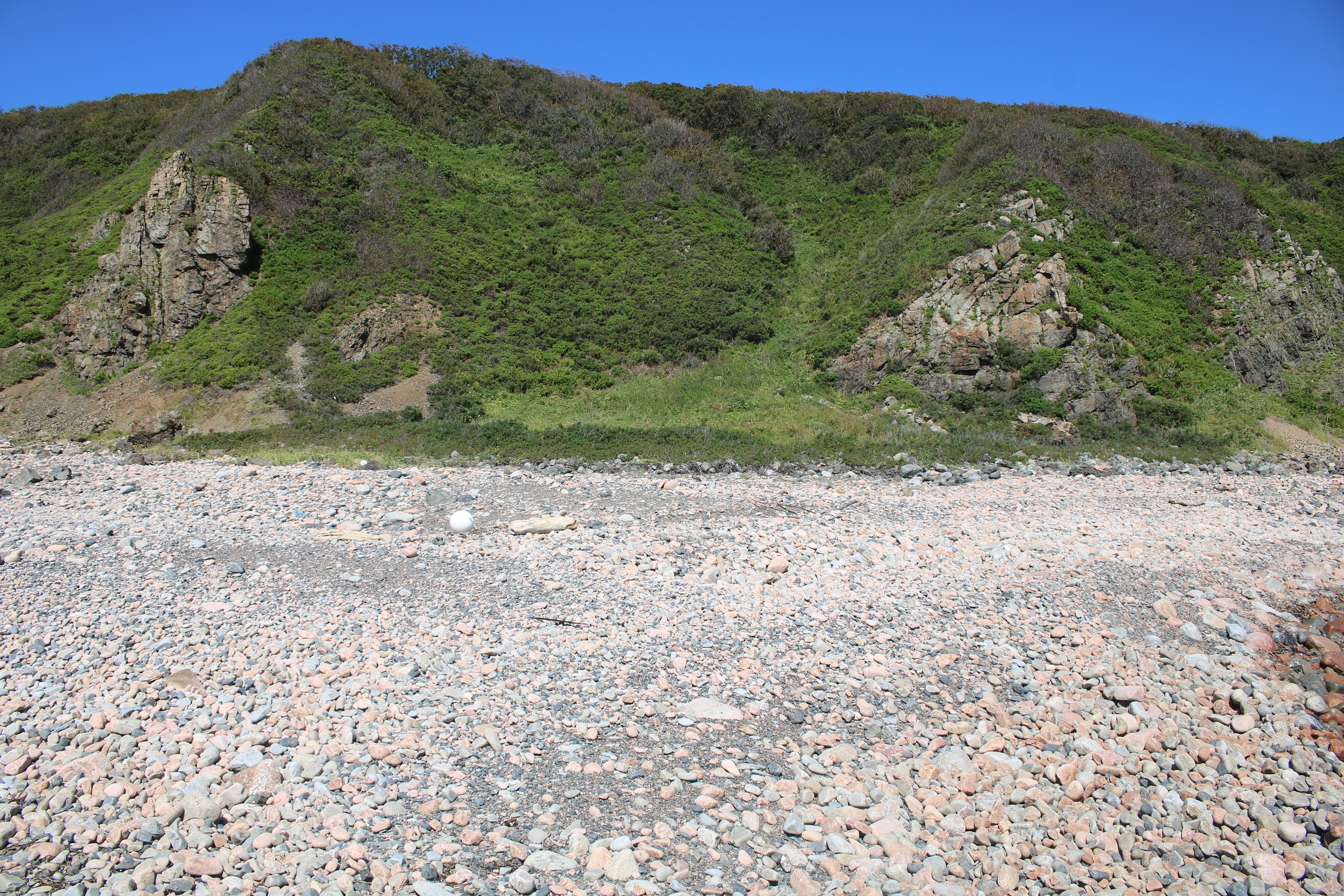
Вид с оконечности южной косы на сам остров

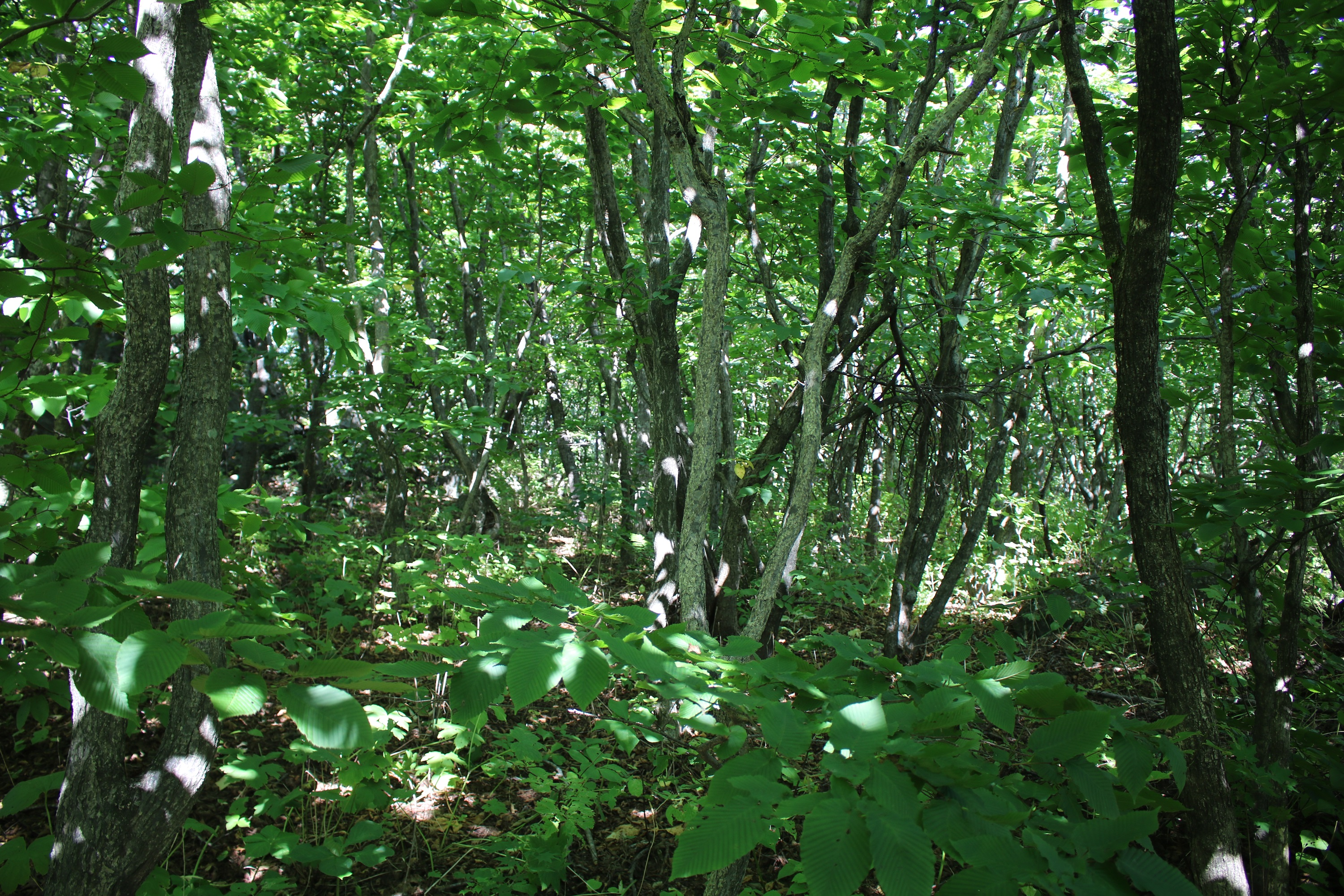
Девственные леса в центральных районах острова

От пляжей вверх идут крутые склоны, сильно заросшие кустарником и плетущимися растениями.
Обследован в 1862—63 гг. экспедицией В. М. Бабкина, тогда же назван именем лейтенанта Российского флота Василия Кротова, погибшего в Баренцевом море во время исследовательской экспедиции на шхуне «Енисей» в 1833 году.